# NGC 4891
NGC 4891 је појединачна звезда у сазвежђу Девица која се налази на NGC листи објеката дубоког неба.
Деклинација објекта је - 13° 25' 35" а ректасцензија 13h 0m 47,0s. Привидна величина (магнитуда) објекта NGC 4891 износи 13,2 а фотографска магнитуда 14,8. Налази се на удаљености од 37,1000 милиона парсека од Сунца.